# كوينتون ماكراكين
كوينتون ماكراكين (بالإنجليزية: Quinton McCracken)‏ هو لاعب كرة قاعدة أمريكي، ولد في 16 أغسطس 1970 في ساوثبورت في الولايات المتحدة.

## وصلات خارجية
- كوينتون ماكراكين على موقع دوري كرة القاعدة الرئيسي (الإنجليزية)
- كوينتون ماكراكين على موقعبيزبول رفرنس.كوم (الدوري الرئيسي) (الإنجليزية)
- كوينتون ماكراكين على موقعبيزبول رفرنس.كوم (الدوري الثانوي) (الإنجليزية)
- كوينتون ماكراكين على موقع إي إس بي إن.كوم (أم.أل.بي) (الإنجليزية)
- كوينتون ماكراكين على موقع مشجعي الرسوم البيانية (الإنجليزية)